# 藥婆
藥婆為中國古代婦女職業之一，為三姑六婆中的一種。主要為賣藥草及成藥，如牙痛藥、安胎藥及堕胎藥，並利用土方替人治病。得到官方認可、有專業知識的女醫師（醫婆）及市井中混混之女性赤腳醫生均被名為藥婆，不易分辨。
另有傳說指藥婆擅用蠱害人。